# Adelén
Adelén, właśc. Adelén Rusillo Steen (ur. 4 listopada 1996 w Horten) – norweska piosenkarka muzyki pop.

## Życiorys

### Wczesne lata
Jej ojciec Tore Steen jest Norwegiem, a matka Maria Pilar Rusillo Hiszpanką – była lokalną gwiazdą flamenco w Hiszpanii.

### Kariera
W 2013 roku z utworem „Bombo” uczestniczyła w Melodi Grand Prix 2013, krajowych eliminacjach do 58. Konkursu Piosenki Eurowizji. W finale selekcji zajęła drugie miejsce. 22 czerwca podpisała umowę z Simonem Fullerem, jej menedżerem został David Eriksen.

## Dyskografia

### Single
| Rok                            | Tytuł               | Najwyższe pozycje na listach | Najwyższe pozycje na listach | Najwyższe pozycje na listach | Certyfikat                     |
| Rok                            | Tytuł               | NOR                          | FIN                          | SWE                          | Certyfikat                     |
| ------------------------------ | ------------------- | ---------------------------- | ---------------------------- | ---------------------------- | ------------------------------ |
| 2013                           | „Bombo”             | 1                            | 6                            | 23                           | - NOR: 3× platyna - SWE: złoto |
| 2013                           | „Baila conmigo”     | –                            | –                            | –                            |                                |
| 2014                           | „Always on My Mind” | –                            | –                            | –                            |                                |
| 2014                           | „Olé”               | 3                            | –                            | –                            | - NOR: platyna                 |
| 2015                           | „Spell on Me”       | –                            | –                            | –                            |                                |
| 2016                           | „Wild Like Me”      | –                            | –                            | –                            |                                |
| „–” pozycja nie była notowana. |                     |                              |                              |                              |                                |

### Teledyski
| Rok  | Tytuł               | Reżyser             |
| ---- | ------------------- | ------------------- |
| 2013 | „Bombo”             | Inia James          |
| 2014 | „Always on My Mind” | Michael Christensen |
| 2014 | „Olé”               | Ray Kay             |
| 2016 | „Wild Like Me”      | Joon Brandt         |

## Nagrody
| Rok  | Nagroda                | Kategoria                | Nominacja | Wynik   |
| ---- | ---------------------- | ------------------------ | --------- | ------- |
| 2013 | Eurodanceweb Award     | Dancing Song of the Year | „Bombo”   | Wygrana |
| 2014 | MTV Europe Music Award | Best Norwegian Act       | Adelén    | Wygrana |